# الدر اسکورولز ۴: آبلیویئن
الدر اسکورولز IV: آبلیویئن (به انگلیسی: The Elder Scrolls IV: Oblivion)، یک بازی ویدئویی در سبک نقش‌آفرینی اکشن است که دارای یک دنیای آزاد می‌باشد و توسط بتزدا گیم استودیوز توسعه یافته و به‌وسیلهٔ بتزدا سافت‌ورکز و ۲کی گیمز، یکی از شرکت‌های تابعه تیک-تو اینتراکتیو منتشر شده است. آبلیویئن ابتدا در مارس ۲۰۰۶ برای مایکروسافت ویندوز و ایکس‌باکس ۳۶۰ منتشر شد. اما نسخه پلی‌استیشن ۳ آن یک سال بعد، در مارس ۲۰۰۷، در آمریکای شمالی و آوریل ۲۰۰۷ در اروپا و استرالیا توزیع گردید. این چهارمین قسمت از مجموعه بازی‌های اکشن نقش‌آفرینی الدر اسکورولز است که دنبالهٔ الدر اسکورولز ۳: ماروویند و پیش از الدر اسکورولز ۵: اسکایریم محسوب می‌شود. بعد از انتشار چندین محتوای کوچک، دو بسته الحاقی با نام‌های شوالیه‌های نه و جزایر لرزان برای خرید توزیع شد. نسخه سالیانه بازی نیز که شامل بسته‌های الحاقی جزایر لرزان و شوالیه‌های خدایان می‌شد، در سپتامبر ۲۰۰۷ برای مایکروسافت ویندوز، ایکس‌باکس ۳۶۰، و پلی‌استیشن ۳ منتشر شد. نسخهٔ ریمستر این عنوان نیز در ۲۲ آوریل ۲۰۲۵ برای پلی‌استیشن ۵، ایکس‌باکس سری اکس/اس و ویندوز منتشر شد.
به محض انتشار، آبلیویئن با واکنش‌های مثبتی از سوی منتقدان همراه بود و یک موفقیت تجاری محسوب می‌شد و برندهٔ چندین جایزه شد. این بازی برای داشتن گرافیک خیره کننده، دنیای بازی گسترده، و داشتن شخصیت غیرقابل‌بازی مبتنی بر زمان‌بندی مورد تحسین قرار گرفت، و به عنوان یکی از بهترین بازی‌های ویدئویی تمام دوران به‌شمار می‌رود.

## روند و محیط بازی
آبلیویئن یک بازی ویدئویی به سبک نقش‌آفرینی اکشن است که شامل روند بازی بی‌انتها می‌باشد. بازیکن قادر به انجام مأموریت‌های جانبی، تعامل با شخصیت‌های غیرقابل‌بازی، از بین بردن هیولاها، ارتقاء شخصیت و سفر به هر نقطه‌ای از ایالت سیرودیل در هر زمانی است. بازی در قاره تامریل و در ایالت سیرودیل اتفاق افتاده و از نوع جهان باز است. این بازی از قوانین نسل سوم نقش آفرینی پیروی می‌کند. بازیکن می‌تواند تا حد دلخواه داستان اصلی را به تأخیر انداخته، ماجراهای جانبی را دنبال کند و المان‌های زندگی مجازی می‌تواند این تأخیر را افزایش دهد. مأموریت‌های جانبی بسیار متنوع بوده و گاهی از داستان اصلی جذاب‌تر می‌باشند. ماموریت‌های گروه‌ها از مهم‌ترین مأموریت‌های جانبی می‌باشند که از داستان مستقل و قوی بهره‌مند هستند. بازی هرگز به پایان نمی‌رسد و بازیکن می‌تواند پس از به پایان رساندن مأموریت‌های اصلی، به بازی خود ادامه دهد.

## داستان
بازی با به هوش آمدن بازیکن در زندان امپراتوری آغاز می‌شود. امپراتور یوریل سپتیم وارد سلول بازیکن شده و او را می‌شناسد. با خروج امپراتور و محافظانش از راه مخفی داخل سلول، بازیکن آزاد می‌شود. امپراتور به بازیکن اعتماد کرده و گردنبند خود را به او می‌دهد تا آن را به دست وارثش برساند. امپراتور می‌گوید راهبی به نام جفری را بیابد و گردنبند را به او واگذار کند. بعد از آن کشته می‌شود. بعد از یافتن جفری او در می‌یابد امپراتور پسری به نام مارتین دارد که او نیز یک راهب است و در شهری به نام کوواچ کار می‌کند. بازیکن از زندان فرار کرده و آزاد است خواسته امپراتور را اجرا کند یا به دنبال داستان خود برود.